# Baszta Siodlarzy w Krakowie
Baszta Siodlarzy – baszta w Krakowie, która położona była w ciągu murów miejskich, między Basztą Kowali po stronie północnej i Basztą Pierścienników po stronie południowej. Powstała najprawdopodobniej w XIV wieku. Baszta popadła w ruinę i zarosła roślinnością, zburzono ją wraz z większością Murów miejskich Krakowa na początku XIX wieku. Za basztę odpowiedzialny był cech Siodlarzy.
W baszcie znajdowało się 6 okrągłych otworów strzelniczych. Publikacje Ambrożego Grabowskiego i akwarele Jerzego Głogowskiego ukazują Basztę Siodlarzy jako niezbyt wysoką, czworoboczną wieżę, zwężającą się uskokami ku górze, zwieńczoną łamanym dachem polskim.

## Galeria

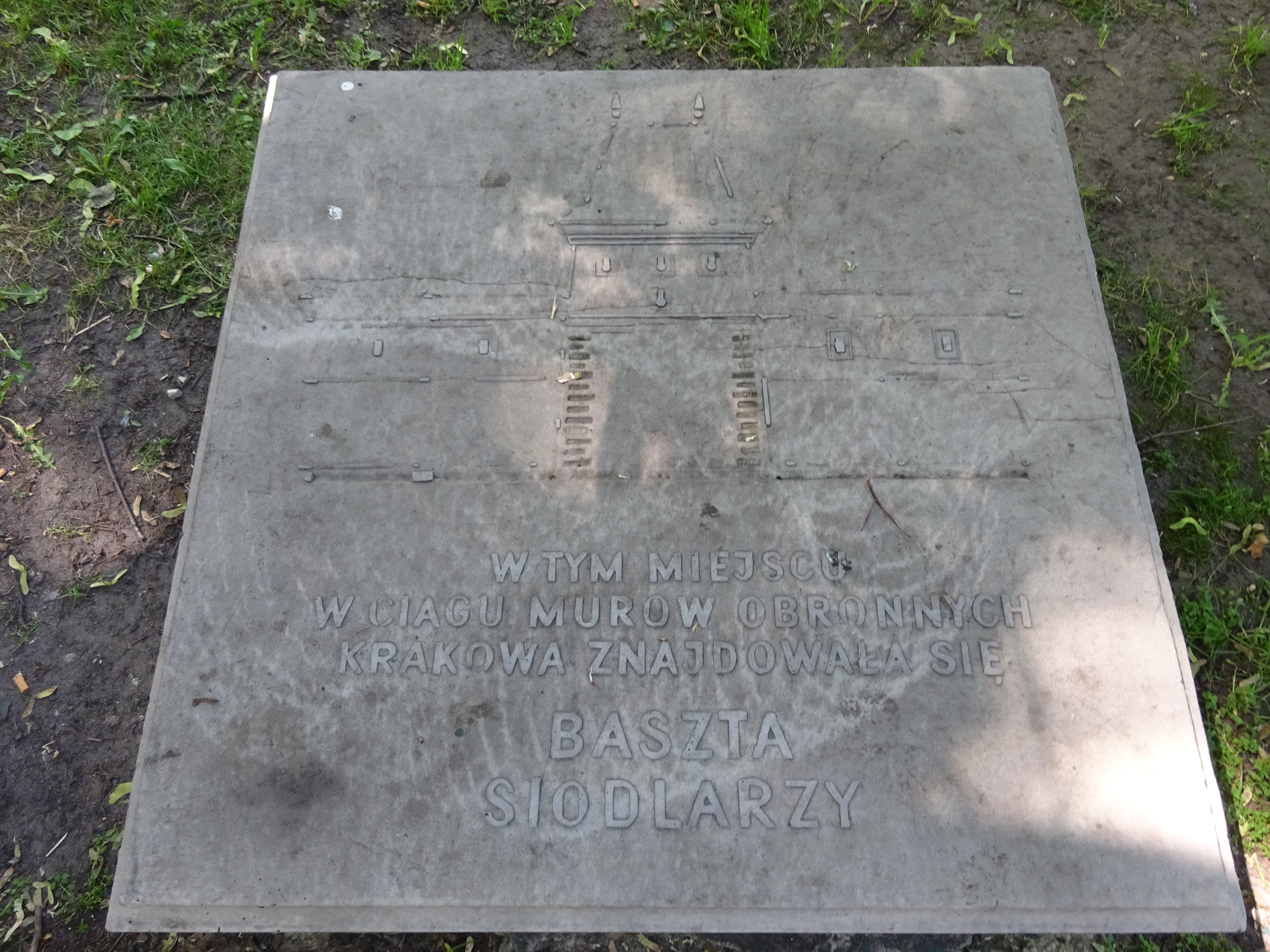
Stara tablica upamiętniająca Basztę Siodlarzy (2016)